# 噶瑪巴爲明太祖荐福圖
《噶玛巴为明太祖荐福图》，又名《普度大斋连环长卷》、《普度明太祖长卷图》，是记录明成祖邀约西藏活佛哈立麻（第五世噶玛巴）至明初京城南京灵谷寺，为其父明太祖与皇后所设置的一场「普度大斋荐场」法会的文、图纪实。纪实以汉、回回、畏兀儿、藏与蒙古文五种文字写成。经辨认，其中之回回文即波斯文。